# Сейранян, Спартак Арменакович
Спартак Арменакович Сейранян (арм. Սպարտակ Սեյրանյան, 23 мая 1963, село Сулда Ахалкалакский район) — министр образования и науки Армении с июня 2008 года.

## Биография
- 1981—1986 — исторический факультет Ереванского государственного университета. Историк, учитель истории и обществоведения.
- 1980—1981 — работал на заводе ЕрАЗ в качестве рабочего.
- 1986—1989 — работал в Государственном этнографическом музее Армении в качестве научного работника.
- 1993—1997 — работал в общественной организации центр изучение национального вопроса и геноцида в качестве исполнительного директора.
- 1997—2001 — работал в газете “Айоц ашхар” в качестве журналиста, заместителя редактора.
- 2001—2006 — работал в научно-образовательном фонде “Нораванк”.
- 2004—2006 — являлся главным редактором официального органа ВО АРФ “Дашнакцутюн” газеты “Еркир”.
- 2006—2008 — был депутатом парламента. Член партии «АРФД».

С июня 2008 по 12 мая 2009 года - министр образования и науки Армении